# Earliest deadline first
Earliest Deadline First (EDF) je plánovací algoritmus používaný v operačních systémech reálného času, který na rozdíl od RMS nevyžaduje periodické úlohy a zpracování úloh probíhá na základě mezní doby platnosti procesu.

## Základní vlastnosti
Každý proces oznamuje při svém příchodu do fronty dobu platnosti (nejčastěji mezní termín splnění - deadline). Scheduler udržuje informace o všech spuštěných úlohách ve frontě seřazené podle deadline. Plánovač spouští úlohu s nejbližším časem deadline a kdykoliv je zadána úloha s bližším časem deadline, scheduler odstaví právě obsluhovanou úlohu a spouští novou - v tomto případě nově zadanou.

## Rozdíl mezi EDF a RMS
Při větším zatížení procesoru se ukáže, že algoritmus RMS selže, neboť jak dokázal roku 1973 Liu a Layland, rozvrhovatelný RTOS v případě použití RMS je ve chvíli, platí-li:
{\displaystyle U=\sum _{i=1}^{n}{\frac {C_{i}}{T_{i}}}\leq n({\sqrt[{n}]{2}}-1)}
Pro EDF ale platí:
{\displaystyle U=\sum _{i=1}^{n}{\frac {C_{i}}{T_{i}}}\leq 1}, kde
{\displaystyle C_{i}} je doba trvání události, {\displaystyle T_{i}} je perioda události.
Je vidět, že využití CPU je při použití algoritmu EDF větší.